# Jason Hughes (színművész)
| Jason Hughes (színművész)                 | Jason Hughes (színművész)                                               |
| Kattints az alábbi külső linkek egyikére! | Kattints az alábbi külső linkek egyikére!                               |
| ----------------------------------------- | ----------------------------------------------------------------------- |
| Nem található szabad kép.(?)              |                                                                         |
| külső link · jogvédett                    | Ben Jones őrmester szerepében a „Kisvárosi gyilkosságok” tévésorozatban |

Jason Hughes (Porthcawl, Wales, 1971 –) walesi születésű filmszínész, számos brit televíziós sorozat szereplője. Magyarországon legismertebb alakítása Ben Jones nyomozó őrmester a Kisvárosi gyilkosságok (Midsomer Murders) c. televíziós krimisorozat 2005–2013 közötti évadaiban, előbb Tom Barnaby (John Nettles), majd John Barnaby rendőr-főfelügyelő (Neil Dudgeon) állandó munkatársaként.

## Életpályája
A dél-walesi Porthcowl városában született, itt végezte általános és középiskolai tanulmányait a Porthcawl Comprehensive School-ban. Iskolás korában kiváló rögbijátékos volt, iskolai drámatanára látta meg színész tehetségét, és rábeszélte, lépjen fel egy iskolai színielőadáson. Tizenéves korában tagja lett a walesi Nemzeti Ifjúsági Színháznak (National Youth Theatre of Wales).
Később a londoni Zene- és Színművészeti Akadémián, a „LAMDA”-án tanult színészmesterséget. Itt elnyerte a legjobb színésznek járó Alec Clunes-díjat. Amikor Londonba költözött, közös lakást bérelt walesi színésztársával, Michael Sheen-nel, akivel 2004-ben együtt játszott a Szabadság és apaság (Dead Long Enough) című játékfilmben.
Hughes számos brit játékfilmben és televíziós sorozatban szerepelt. 1997 előtt legismertebb tévészerepét a Amíg még élünk (This Life) sorozatban játszotta, Warren Jones ügyvédként. (A magyar változatban Hughes szinkronhangját Görög László adta). Sikert aratott a brit színpadokon is, jónevű társulatok tagjaként, így a londoni Lambeth-ben működő Királyi Nemzeti Színház (Lyttelton Theatre) Nézz vissza haraggal c. előadásán (1992), vagy a Royal Shakespeare Company The Herbal Bed c. darabjában (1998). A jó orgánumú színész emellett több brit rádiójátékban is közreműködött.
A magyar mozinézők (2013-ig) két játékfilmben láthatták, a Stukkerben és a Magassági mámorban (utóbbi eredeti címe Killing Me Softly). Az Amíg még élünk sorozat mellett a kereskedelmi televíziók Magyarországon Hughes más filmjeit is bemutatták, így a Szabadság és apaság-ot és a Kísért a múlt c. sorozatot is.
Az ITV televízió 1997-től kezdte forgatni a Kisvárosi gyilkosságok (Midsomer Murders) c. krimisorozatot, amelynek Hughes 2005-től – Ben Jones nyomozó őrmesterként – állandó szereplője lett. Magyar szinkronhangját Juhász György adta. (A sorozatot Magyarországon a Universal, a Film+ és a film+ 2 csatornák adják). E szerepében Hughes „túlélte” a 2011-ben nyugdíjba vonuló főszereplőt, Tom Barnaby főfelügyelőt (John Nettles). Az új főfelügyelőt, John Barnabyt (Neil Dudgeon) szintén korrekt beosztottként kísérte (bár Jones őrmester időnkénti érdes megjegyzéseiből kitűnik, hogy sérelmezi saját előléptetésének elmaradását). 2013 végén Hughes elhagyta a sorozatot, helyét Gwilym Lee vette át, Charlie Nelson őrmesterként.
Jason Hughes a dél-angliai Brightonban él feleségével, Natasha Dahlberg ékszertervezővel. Három gyermekük van, a legidősebb, Molly 1999-ben született.

## Szerepei
| - 2000 : House! (Gavin) - 2001 : Phoenix Blue (Ralph) - 2002 : Stukker (Shooters (Charlie Franklin) - 2002 : Tarot Mechanic (a gépész) - 2002 : Magassági mámor (Killing Me Softly) (Jake) - 2004 : Sorry (2004) - 2005 : Feeder rövidfilm (Bob) - 2005 : Red Mercury (Jeff Collins) - 2005 : Szabadság és apaság (Dead Long Enough) (Ben Jones) - 2013 : Dante’ Daemon (Daniel Teal, Trench) - 1994 : London’s Burning tévésorozat (Tim James) - 1995 : The Bill tévésorozat (Craig) - 1995 : Peak Practice tévésorozat (Robbo Gibbs) - 1995 : Castles tévésorozat (Simon) - 1996 : Wales Playhouse tévésorozat (Steve) - 1996–2005 : Casualty tévésorozat (Carl Williams) - 1996–1997 : Amíg még élünk (This Life) tévésorozat (Warren Jones ügyvéd) - 1996 : King Girl tévéfilm (Whitehead) - 1998 : Harry Enfield and Chums tévésorozat (Jason) - 1999 : Hang the DJ tévésorozat (Brad) - 1999 : The Flint Street Nativity tévésorozat (Warren Pipe, Joseph) - 2002 : A derék Jane Plain Jane tévéfilm (Harry Bruce) - 2003 : Kísért a múlt (Waking the Dead) tévésorozat (Andrew Cross) - 2004 : Mine All Mine tévésorozat (Gethin Morris) - 2005–2013 Kisvárosi gyilkosságok (Midsomer Murders) tévésorozat (Ben Jones őrmester) - 2007 : This Life +10 tévéfilm (Warren Jones) - 2009 : Coming up tévésorozat (Mark) | - 1992 : A Slice of Saturday Night, „Theater Auf Tournee” (turné Németországban) - 1994 : Macbeth, Theatre Clwyd (Clwyd Theatr Cymru), Mold, Wales - 1994 : The Unexpected Guest, Theatre Royal, Windsor - 1995 : Nothing to Pay, Thin Language Theatre Company - 1996 : Phaedra’s Love, Royal Court Theatre (színpadi felolvasás) - 1997 : Badfinger, Donmar Warehouse (nonprofit színház), Camden, London - 1997 : The Illusion, Royal Exchange, Manchester - 1997 : Snake in the Grass, The Old Vic, Lambeth, London - 1998 : The Herbal Bed, Royal Shakespeare Company) - 1198 : A Real Classy Affair, Royal Court Theatre, Kensington/Chelsea, London - 1999 : Nézz vissza haraggal (Look Back in Anger), Királyi Nemzeti Színház (Lyttelton Theatre), Lambeth, London - 2000 : In Flame, New Ambassador’s Theatre, Westminster, London - 2002 : Kiss Me Like You Mean It, Soho Theatre, London - 2002 : A Wing and a Prayer, Battersea Arts Centre, Wandsworth, London - 2003 : Fight for Barbara, Királyi Színház (Theatre Royal), Bath - 2003 : Design for Living, Theatre Royal, Bath - 2003 : Caligula, Donmar Warehouse, Camden, London - 2004 : 4.48 Psychosis, Royal Court Theatre (turné az Egyesült Államokban) |

## További információ
- Jason Hughes a PORT.hu-n (magyarul)
- Jason Hughes az Internetes Szinkronadatbázisban (magyarul)
- Jason Hughes az Internet Movie Database-ben (angolul)
- Jason Hughes a Rotten Tomatoeson (angolul)
- Jason Hughes az AlloCiné weboldalán (franciául)